# Chrysometa alajuela
Chrysometa alajuela är en spindelart som beskrevs av Claude Lévi 1986. Chrysometa alajuela ingår i släktet Chrysometa och familjen käkspindlar. Inga underarter finns listade i Catalogue of Life.